# Grüneck TG
| TG ist das Kürzel für den Kanton Thurgau in der Schweiz. Es wird verwendet, um Verwechslungen mit anderen Einträgen des Namens Grüneck zu vermeiden. |

Grüneck ist eine Siedlung in der Gemeinde Müllheim im Kanton Thurgau in der Schweiz und eine in unmittelbarer Nachbarschaft gelegene Autobahnverzweigung an der Autobahn A7.

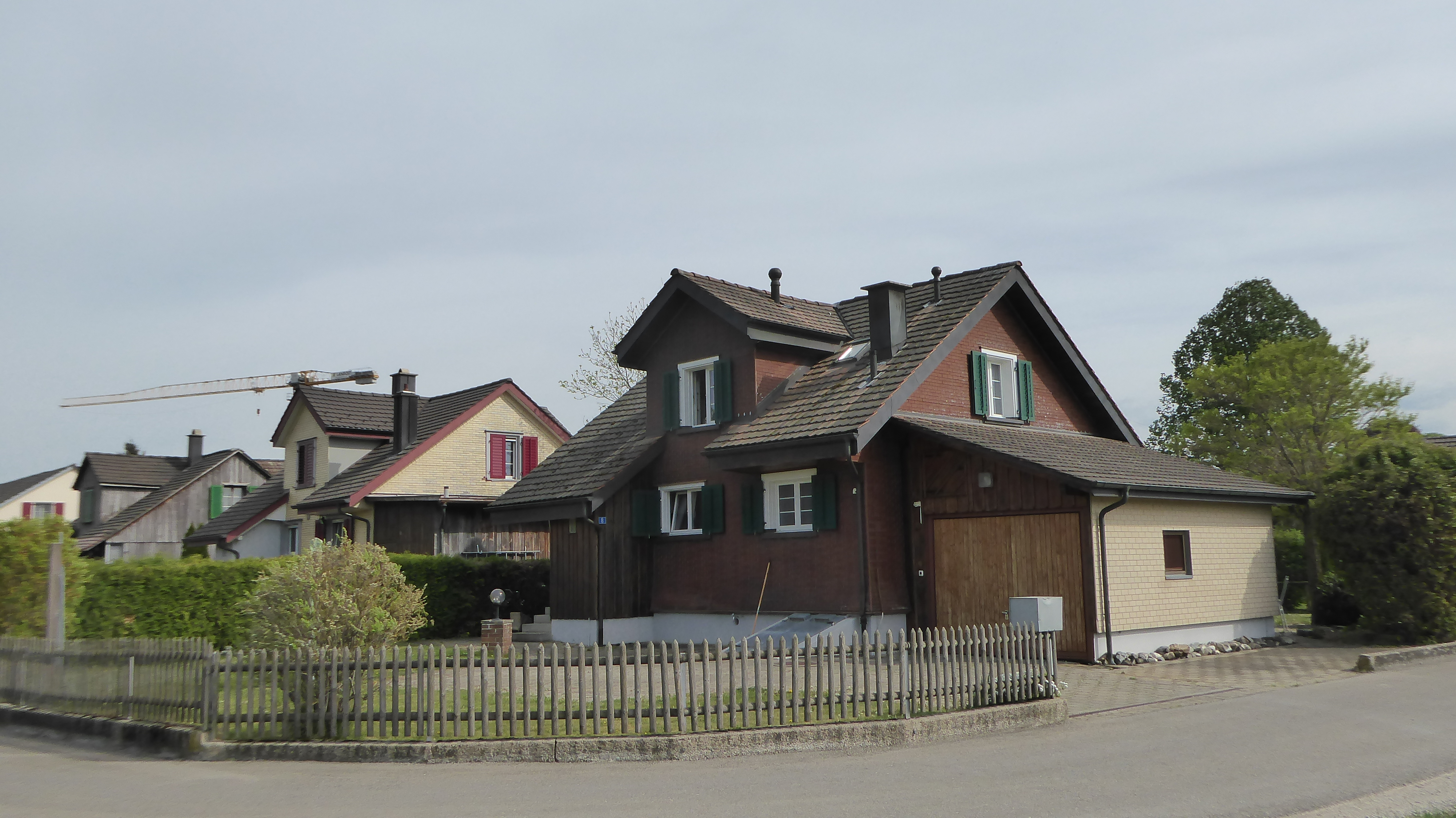
Arbeiterhäuschen in Grüneck

Das südwestlich von Müllheim am Chemebach gelegene Grüneck entstand im 19. Jahrhundert mit der aufkommenden Baumwollindustrie. Nachdem Eduard Bühler 1856 am Zusammenfluss von Cheme- und Aspibach eine erste Weberei gebaut hatte, wurde 1871 die spätere Weberei Grüneck AG errichtet, die 1878 244 Personen beschäftigte. 1859 entstand in der Umgebung der Fabrik die Arbeitersiedlung Grüneck mit rund 50 Einfamilienhäusern. Verschiedene sozialpolitische Einrichtungen wie eine Krankenkasse, ein Konsumverein und kulturelle Vereine wurden geschaffen. Obwohl die Weberei Grüneck im 20. Jahrhundert die Krisen in der Baumwollindustrie überstanden und sich auf die Produktion von Bettwäsche (sogenannte Grüneta) spezialisiert hatte, wurde der Betrieb 1999 geschlossen. Nach dem Verkauf des Areals stimmte die Gemeinde Müllheim 2006 einer Zonenplanänderung in eine gemischte Wohn- und Gewerbezone zu.
Grüneck ist im Inventar der schützenswerten Ortsbilder der Schweiz aufgeführt.

## Persönlichkeiten
- Anna Kahmann (1905–1995), Künstlerin der Art brut
- Sonja Wiesmann (1966–2025), Politikerin (SP)